# گهرسنجاقک نارنجی
گهرسنجاقک نارنجی (نام علمی: Chlorocypha luminosa)، گونه‌ای از گهرسنجاقک‌ها از خانواده گهرسنجاقکان (Chlorocyphidae) است.